# Луций Росций Елиан Пакул Салвий Юлиан
Вижте пояснителната страница за други личности с името Луций Росций Елиан.
Луций Росций Елиан Пакул Салвий Юлиан (на латински: Lucius Roscius Aelianus Paculus Salvius Iulianus) е политик и сенатор на Римската империя през 3 век.

## Биография
Салвий Юлиан е патриций и произлиза вероятно от Лузитания. Внук е на Луций Росций Елиан (суфектконсул 157 г.) и син на Луций Росций Елиан Пакул (консул 187 г.) и Вибия Салвия Вария. Брат е на Пакула.
През 223 г. Салвий Юлиан е консул заедно с Марий Максим.